# .fj
‎.fj‏ دامنه اینترنتی اختصاص داده شده به فیجی است.